# Santa Praxedes
Santa Praxedes è una municipalità di quinta classe delle Filippine, situata nella Provincia di Cagayan, nella Regione della Valle di Cagayan.
Santa Praxedes è formata da 10 baranggay:
- Cadongdongan
- Capacuan
- Centro I (Pob.)
- Centro II (Pob.)
- Macatel
- Portabaga
- Salungsong
- San Juan
- San Miguel
- Sicul